# Cratere Dag (Luna)
Dag è un piccolo cratere lunare di 0,36 km situato nella parte nord-orientale della faccia visibile della Luna.
Il cratere, appartenente alla serie dedicata agli antroponimi, riprende un tipico nome maschile scandinavo.